# Kantoner i departementet Corse-du-Sud
Nedan följer en lista över de 22 kantonerna i departementet Corse-du-Sud i Frankrike, uppdelat på arrondissement.
- Ajaccios arrondissement (14 kantoner) : Ajaccio-1 - Ajaccio-2 - Ajaccio-3 - Ajaccio-4 - Ajaccio-5 - Ajaccio-6 - Ajaccio-7 - Bastelica - Celavo-Mezzana - Cruzini-Cinarca - Les Deux-Sevi - Les Deux-Sorru - Santa-Maria-Siché - Zicavo

- Sartènes arrondissement (8 kantoner) : Bonifacio - Figari - Levie - Olmeto - Petreto-Bicchisano - Porto-Vecchio - Sartène - Tallano-Scopamène